# شرکت نفت سرت
شرکت نفت سرت (عربی: شركة سرت للنفط) شرکت دولتی نفت و گاز لیبیایی است، که در سال ۱۹۸۱ تأسیس شد.